# Albert Caudieux
Ferdinand Célestin Caudieux dit Albert Caudieux, né dans l'ancien 8e arrondissement de Paris le 20 décembre 1850 et mort à Marseille le 7 novembre 1917 est un chanteur et acteur français de la Belle Époque.

## Biographie
Fils d'un doreur sur métaux, Caudieux, selon Paulus « joyeux artiste […], un bon gros garçon, ancien zouave », aurait été prisonnier de guerre en 1870-1871. Interné à Polzin en Poméranie, il aurait « charmé ses ennuis, et ceux de ses compagnons d'armes malheureux, en chantant des chansons ».
Après la fin de la guerre, il est probable qu'il soit revenu travailler comme ciseleur dans l'atelier de son père puisque son nom n'apparaît pour la première fois dans les programmes des cafés-concerts parisiens que 8 ans plus tard en 1879. Il avait alors 29 ans. Sa notoriété va être assez rapide et lui permettre de côtoyer les plus grands acteurs et chanteurs de l'époque comme Aristide Bruant, Dranem ou Paulus, mais aussi les artistes célèbres comme Charles Gangloff, Charles Lévy et surtout Toulouse-Lautrec qui le représentera sur deux de ses affiches les plus connues.
Il entre dans la troupe de la Scala en septembre 1883 et y restera pendant dix ans. Au sommet de sa carrière à la fin des années 1890, Caudieux décide de monter son propre café-concert rue d'Alésia mais l'affaire périclite assez rapidement et il doit déposer son bilan en décembre 1901. Il retrouve alors un engagement au Moulin-Rouge jusqu'en 1910, mais le chanteur vieillissant qui remplissait vingt ans auparavant les salles à la seule évocation de son nom dans les programmes, se voit distancer par une nouvelle génération d'artistes lyriques et ses apparitions sur scène vont se faire plus rares. En avril 1913, la Scala en vient même à organiser une matinée de bienfaisance au bénéfice de son ancien chanteur vedette.
Après un dernier rôle connu lors d'une tournée pour les blessés de la guerre à Angoulème, il meurt un an plus tard chez son ami Félix Mayol qui l'avait recueilli chez lui complètement démuni.

## Carrière artistique

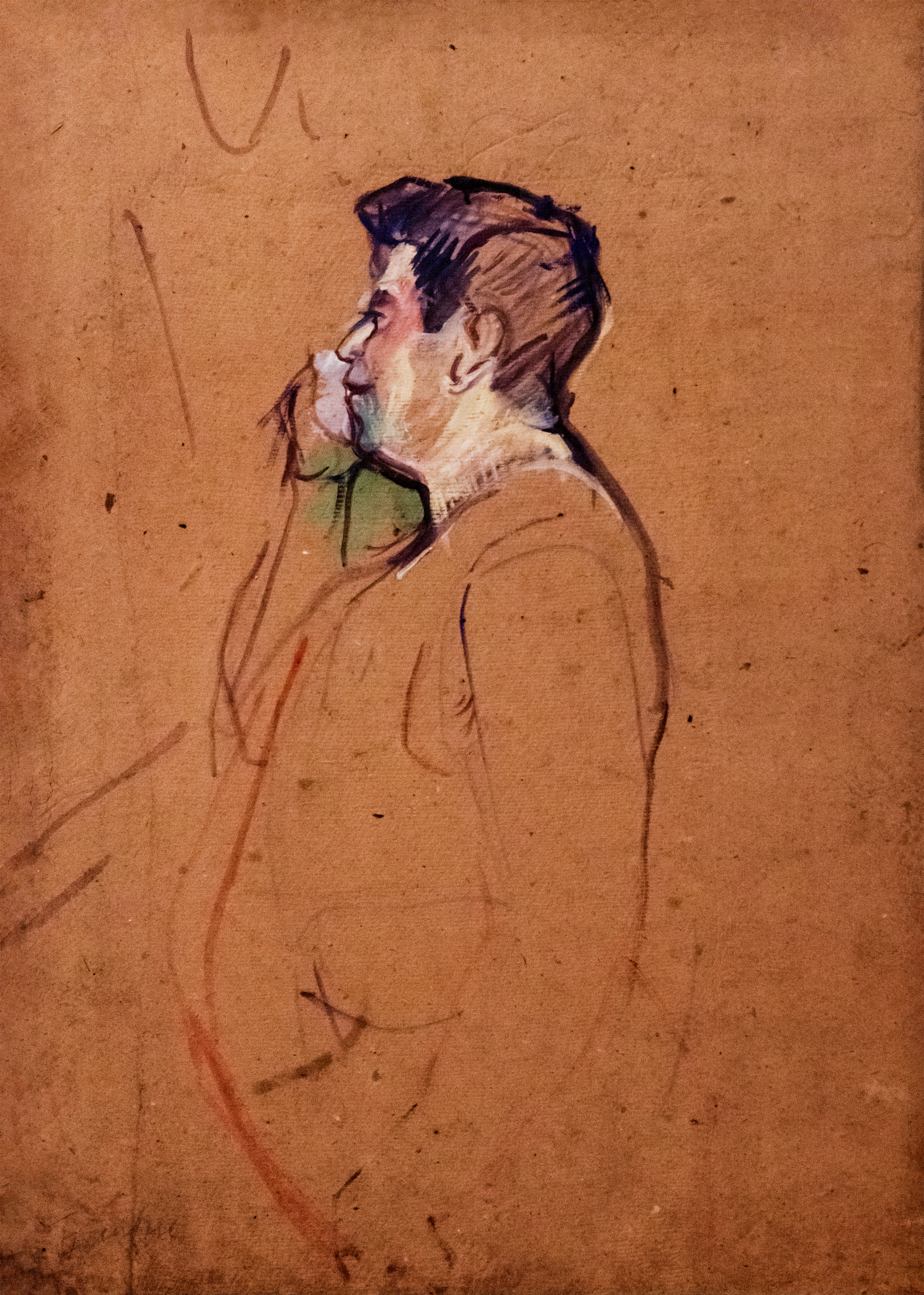
Caudieux, acteur de café-concert - 1893 - Toulouse Lautrec, Musée Toulouse-Lautrec

### Comme chanteur
Les programmes de nombreux cafés-concerts parisiens mentionnent sa présence dans le troisième quart du XIXe siècle dès 1879. Chanteur ténorino, Caudieux a créé plusieurs chansons d'Aristide Bruant, dont J' suis d' l'avis du gouvernement (1879), et La Binette (musique de Némo, 1888).
En 1889, pendant l'exposition universelle, Caudieux est à l'affiche de la Scala, avec Ouvrard, Paula Brébion, Amiati… Il fait partie de la troupe de l'établissement du boulevard de Strasbourg depuis 1883 et y restera pendant dix ans.
Artiste renommé des années 1880-1900, plusieurs peintres célèbres, dont Toulouse-Lautrec et Gangloff ont fait ses affiches. Henri de Toulouse-Lautrec à fait son portrait.
Caudieux enregistre pour les firmes Odeon en 1907 et APGA (Association phonique des grands artistes) entre 1907 et 1909, entre autres, le succès créé par Libert aux Ambassadeurs en été 1876, L'Amant d'Amanda (paroles de Émile Carré, musique de Victor Robillard).

### Comme acteur de théâtre
- 1879 : Un Turc pris dans une porte, scènes de la vie nocturne, mêlées de couplets, d'Édouard Brisebarre et Eugène Nyon, au théâtre de la Gaîté-Montparnasse
- 1880 : La Bonne aux Camélias, comédie-vaudeville en un acte d'Adolphe Jaime et Hector Crémieux, au Concert de la Pépinière
- 1882 : Le Ménage Popincourt, comédie-vaudeville en un acte d'Hippolyte Raymond et Maxime Boucheron, au Concert parisien (février)
- 1882 : Les deux sourds, comédie en un acte de Jules Moinaux, au Concert du XIXe siècle
- 1882 : La Foire du XIXe siècle, revue en trois actes de Louis Lemercier de Neuville, au Concert du XIXe siècle (6 décembre) : Laboule
- 1883 : Le Pavé de Paris, pièce à spectacle en douze tableaux d'Adolphe Belot, au théâtre de la Porte-Saint-Martin (14 avril) : Ver-de-Terre
- 1883 : La Czarda, opérette en un acte de Paul de Néha et Félix de la Chesneraye, musique d'Édouard Deransart[21], à la Scala (17 novembre)
- 1883 : Le Duel de Beaucastor, opérette en un acte, musique d'Édouard Deransart, à la Scala (décembre) : Sarrazin
- 1883 : Psitt !! Entrez donc !, revue de Julien Sermet et Lucien Delormel, musique d'Édouard Deransart, à la Scala (22 décembre) : Bigorneau
- 1884 : Harpe et Clarinette, opérette de Julien Sermet, musique d'André Méris, à la Scala (20 mai) : le faux aveugle
- 1884 : Les Lapins de Grelu, vaudeville-opérette en un acte de Julien Sermet et Eugène Fraumont[22], musique d'Albert Petit, à la Scala (10 décembre)
- 1885 : On refuse du monde, revue fantaisiste de l'année en deux actes et quatre tableaux, de Julien Sermet et Ernest Lévy, à la Scala (29 décembre) : Saint Médard
- 1887 : Le Voyage à Cythère, fantaisie mythologique d'Édouard Hermil et Armand Numès, à la Scala (25 février) : Philémon
- 1887 : Frantrognon, fantaisie en un acte de Julien Sermet et Ernest Lévy, musique de Victor Herpin, à la Scala (30 mars)
- 1888 : Ki-Ki-Ri-Ki, japoniaiserie [sic] en un acte mêlée de chants, de Julien Sermet et Louis Battaille, à la Scala (mars)
- 1888 : Princesse Babouche, fantaisie hindoue de Julien Sermet et Louis Battaille, musique de Tac-Coen, à la Scala (16 avril) : le général Boulboul
- 1888 : Tout autour de la Tour, revue de Julien Sermet et Louis Battaille, à la Scala (21 novembre)
- 1889 : Pousse-pousse, revue en un acte de Julien Sermet et Louis Battaille, musique d'Alfred Patusset, à la Scala (1er décembre)
- 1890 : A la houzarde, opéra-comique de Lucien d'Harcourt et Jacques Lemaire, musique d'Albert Renaud, à l'Eldorado (2 octobre)
- 1891 : Les Paris de Paris, revue fantaisiste de l'année 1890 en un acte et trois tableaux de Louis Battaille et Julien Sermet, musique d'Alfred Patusset, à la Scala (8 janvier)
- 1891 : Les Surprises du Carnaval, folie carnavalesque en un acte d'Eugène Hugot, musique d'Alfred Patusset, à la Scala (7 février)
- 1891 : Les treize jours d'un Parisien, vaudeville-opérette en un acte de Benjamin Lebreton et Henry Moreau, musique d'Albert Petit, à la Scala (9 mars)
- 1891 : C'est dégoûtant !, revue de l'année en un acte et deux tableaux de Battaille-Henri et Henri Delormel, à la Scala (21 décembre) : le mitron
- 1892 : Un mariage à bout portant, vaudeville-opérette de Paul Bilhaud et Félix Rémy, musique d'Henri Cieutat, à la Scala (février) : Alphonse
- 1892 : Blagsonn et C°, fantaisie acrobatique de Paul Meyan et Arthur Verneuil, à la Scala (2 avril) : le compère
- 1892 : Cambriolons, revue de l'année 1892 de Battaille-Henri et Julien Sermet, à la Scala (24 décembre)
- 1893 : Carnaval conjugal, folie carnavalesque en un acte de Benjamin Lebreton et Henry Moreau, musique d'Albert Petit, à la Scala (16 février)
- 1893 : La V'lakyrit, opéra-bouffe en deux tableaux d'André Sauger et Étienne Rey, musique d'Émile Bonnamy, au Petit-Casino
- 1894 : Tonton, vaudeville en un acte de Fernand Beissier, à l'Eden-Concert (16 novembre)
- 1894 : Les gaîtés de l'année, revue d'Ernest Grenet-Dancourt et Octave Pradels, à l'Eden-Concert (décembre)
- 1896 : Hé ! Ah !, revue en deux actes de P.-L. Flers, à la Gaîté-Rochechouart (8 janvier)
- 1898 : Corignan contre Corignan, vaudeville en trois actes de Georges Rolle et Jean Gascogne, au théâtre du Vaudeville (janvier) : l'avocat
- 1898 : La Casserole, drame en un acte d'Oscar Méténier, à l'Eldorado (décembre)
- 1898 : Parlons d'autre chose, revue en un acte de Fabrice Lemon et Eugène Héros, à l'Eldorado (23 décembre) : Connaught
- 1899 : Par devant notaire, opérette à grand spectacle en un acte et deux tableaux de Georges Dubosc, à l'Eldorado (9 mars)
- 1901 : La Cavalière, pièce en cinq actes, en vers, de Jacques Richepin, au théâtre Sarah-Bernhardt (23 janvier) : le corrégidor
- 1902 : Le Voyage avant la noce, opérette en trois actes et six tableaux de Victor de Cottens et Robert Charvay, musique de Louis Varney, au théâtre Trianon (20 décembre) : Bobinet
- 1906 : La Revue du Moulin-Rouge, revue en deux actes et dix tableaux de Lucien Boyer, Rip et Wilned, au Moulin-Rouge (12 novembre)
- 1907 : La Feuille de vigne, féérie-opérette en deux actes et dix tableaux de Paul Ferrier, musique d'Henri Hirschmann, au Moulin-Rouge (20 février) : Célestin
- 1907 : La Lime, mimodrame en un acte d'Henri Ferrare, musique d'André Fijan, au Moulin-Rouge (23 avril) : le maître d'hôtel
- 1907 : L'as-tu revue ?, revue en deux actes et neuf tableaux de Lucien Boyer et Battaille-Henri, musique de Georges Jacobi, au Moulin-Rouge (24 décembre)
- 1907 : La Revue de la Femme, revue en deux actes de Lucien Boyer et Battaille-Henri, au Moulin-Rouge] (25 juillet) : le cantonnier
- 1908 : Son Altesse l'Amour, fantaisie de Victor de Cottens et Pierre Veber, au Moulin-Rouge (24 mars)
- 1909 : En l'air, Messieurs !, revue en trois actes et vingt tableaux d'Henri Moreau et Charles Quinel, au Moulin-Rouge (janvier)
- 1912 : Ce que je peux rire !, revue en vingt-neuf tableaux de P.-L. Flers, à l'Alcazar d'été (1er juin)
- 1913 : Non ! Pas les mains !, revue en deux actes de P.-L. Flers et Eugène Héros, aux Ambassadeurs
- 1914 : La Revue réaliste, revue en cinq actes et vingt-deux chapitres de Jean Lhéry, au théâtre des Folies-Dramatiques (29 mars)
- 1916 : La Revue des Etoiles, revue en trois actes de Rip, musique de Marius Baggers et Émile Lassailly, au théâtre du Châtelet (29 avril) : le régisseur[23]

### Comme acteur de cinéma
- 1911 : L'Homme au grand manteau de Georges Denola.

## Réédition numérique
- Baraki Barako (Caudieux de la Scala), paroles de E. Rimbault (Eugène Rimbault) et René de la Croix-Rouge, musique de Léopold Gangloff
- 1996, Chansons coloniales & exotiques : enregistrements originaux 1906-1942, livret de Marc Monneraye et Jean Buzelin, EPM983312  (EAN 3229269833120).
- 2012, Chansons chantées par Caudieux sur disques APGA et Odeon en ligne sur www.phonobase.org

## Sources historiques
- Camille Debans, Les plaisirs et les curiosités de Paris : guide humoristique et pratique (illustrations de G. Fraipont), éd. E. Kolb, 1889 Gallica (ark:/12148/bpt6k113084h)
- 1908, Octave Pradels, Trente ans de café-concert : souvenirs de Paulus (recueillis par… ; 300 illustrations ; 60 chansons), Paris, Société d'édition et de publications, 460 p.
- 1889, André Chadourne, Les cafés-concerts, E. Dentu éditeur (Paris, Librairie de la société des gens de lettres), 386 p. Gallica (ark:/12148/bpt6k114754x)

## Iconographie
- Sur Gallica, Affiches de Caudieux par Toulouse-Lautrec, Charles Gangloff, Charles Levy
- (en) Images de couvertures de partitions en ligne sur  Illustrated Sheet Music (banque d'images en ligne)